# Edge & Christian
Edge & Christian fue un equipo de lucha libre profesional, que trabajó en la World Wrestling Entertainment (WWE). Dentro de sus logros esta el haber conseguido el Campeonato Mundial en Parejas en siete ocasiones. Además, fueron elegidos por la Wrestling Observer Newsletter como el Equipo del año en el año 2000.

## Historia

### Independiente (1998)
Adam Copeland y Jason Reso formaron un gran equipo en empresas independientes canadienses bajo los nombres de Sexton Hardcastle y Christian Cage luego de completar su entrenamiento con Ron Hutchinson. El grupo luchó bajo muchos nombres, como High Impact, Suicide Blondes, Revolution X', Hard Impact y Canadian Rockers. Fueron parte de una facción que debutó en 1997 llamada Thug Life. El grupo estaba integrado por Cage, Hardcastle, Joe E. Legend, Rhino Richards, Bloody Bill Skullion, Big Daddy Adams y Martin Kane. En 1998 Sexton y Christian empezaron a competir por parejas en Insane Championship Wrestling (ICW) y Southern States Wrestling (SSW).
El dúo ganó el ICW Streetfight Tag Team Championship dos veces y el SSW Tag Team Championship durante su tiempo en el circuito independiente.

### World Wrestling Federation (1998–2001)

#### 1998-1999

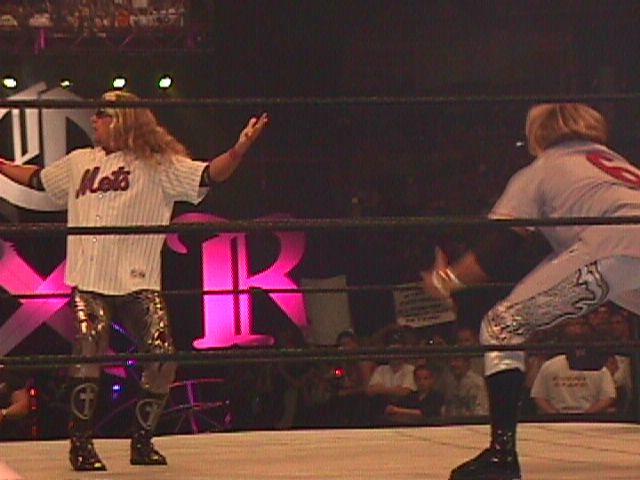
[Edge & Christian en King of the Ring en 2000.

El 22 de junio de 1998, en un episodio de Raw is War, «Edge» (Adam Copeland) debutó en World Wrestling Federation (WWF) contra Jose Estrada, Jr.. Era un solitario misterioso que emergía del público antes de sus luchas. Eventualmente él empezó un feudo con Gangrel. En In Your House: Breakdown, durante la lucha Edge contra Owen Hart, una persona desconocida, similar a Edge llegó y distrajo a Edge para que Hart reclamará la victoria. Luego se supo que esa persona era «Christian» el hermano (kayfabe) de Edge y se alió con Gangrel como su vampiro seguidor.Luego de unas conversaciones entre los hermanos Edge fue convencido de unirse a «The Brood».
En In Your House: Rock Bottom, The Brood derrotó a J.O.B. Squad (Al Snow, Bob Holly y Scorpio). The Brood brevemente se unió al Undertaker y su grupo Ministry of Darkness, pero luego de que Christian fuera echado del grupo por revelar el paradero de Stephanie McMahon a Ken Shamrock luego de que el lo atacara. Luego de un pequeño feudo con The Ministry, Gangrel se volvió en contra de Edge y le exigió a Christian que hiciera lo mismo. El rehusó y se separaron de Gangrel, cambiando a Face tanto Christian, como Edge. A partir de ahí tuvieron mucho éxito como equipo, luego tuvieron un feudo con The Hardy Boyz (Matt and Jeff Hardy).
El feudo con Hardy Boyz intensificó que Gangrel se volviera el mánager de los Hardys para formar "The New Brood", en el verano de 1999. Sin embargo, ambos equipos estaban interesados en adquirir los servicios como mánager de Terri Runnels para los que (junto con $ 100.000) compitirían en Terri Invitational Tournament. Edge y Christian ganaron las primeras dos luchas, poniendo a los Hardyz en peligro. Los Hardyz ganaron las siguientes dos luchas. Sin embargo, se decidiría quien ganaría los servicios de Runnels en No Mercy. La lucha sería ladder match, en la cual Gangrel trató de interferir, solo para ser eliminado. Matt y Jeff ganaron la pelea y los servicios de Terri.

#### 2000-2001
Para este punto, Gangrel había quedado fuera, y los Hardyz se vovieron Face. Por lo tanto, con el fin de mantener y continuar su propia evolución como Tag Team, Edge y Christian se volvieron Heels para seguir su feudo con los Hardyz. Los dos hacían actos de comedia burlándose de sus oponentes utilizando frases extrañas exclusiva (entre las que destacan "reek of awesomeness") y vistiéndose con trajes extraños.
Edge y Christian estuvieron envueltos en numerosas luchas con los Hardyz en Survivor Series and No Way Out. En WrestleMania 2000 lucharon por los contra Dudley Boyz (Bubba Ray y D-Von) y The Hardyz. En una Triangle ladder match por los primeros WWF Tag Team Championship. En Backlash, el dúo retuvo sus títulos contra D-Generation X (X-Pac and Road Dogg). Ellos comenzaron un feudo con Too Cool (Scotty 2 Hotty, Grand Master Sexay y Rikishi). El 29 de mayo del 2000 en el programa Raw is War, perdieron sus títulos contra Scotty y Sexay. En King of the Ring el dúo derrotaron a Too Cool, Hardy Boyz and T & A (Test y Albert), en una Four Corners elimination match para su segundo reinado de WWF Tag Team Championship.
En SummerSlam defendieron sus títulos exitosamente contra The Dudleyz y The Hardyz en la primera Tables, Ladders and Chairs match (TLC match)Tables, Ladders and Chairs Match (TLC match). Edge y Christian que en lugar de darle la mano a sus oponentes, iban a burlarse de ellos, y cuatro personas pequeñas se aparecieron vestidos como los Hardyz y los Dudleyz y quebraron las mesas con ellos. Además, fueron conocidos por hacer el "con-chair-to".

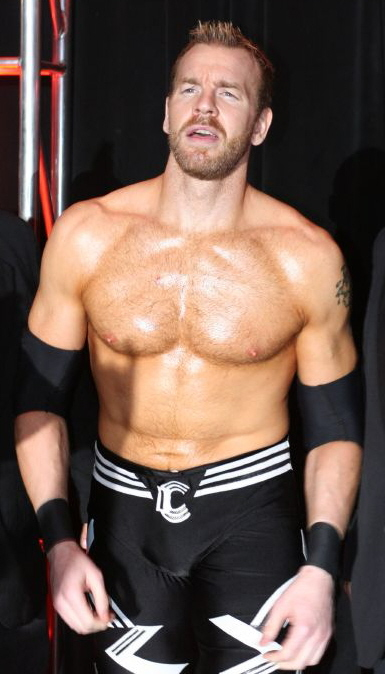
Christian en septiembre del 2008.

Para ese tiempo, ellos y los Hardyz habían tenido el título varias veces en el 2000, para la participación en "Los Conquistadores". Esto comenzó luego de que perdieran los títulos contra los Hardyz en Unforgiven, tenían su última oportunidad por el oro el 25 de septiembre en Raw is War en una lucha ladder match. Perdieron la lucha y no tendrían más oportunidades por el título (mientras los Hardyz fueran campeones). Comenzaron a luchar con máscaras y se llamaban "Los Conquistadores". El 16 de octubre en el programa Raw is War  derrotaron a los Dudley Boyz y el 19 de octubre en el programa SmackDown! ganaron una tag team battle royal para ganarse un chance por los WWF Tag Team Championships. En No Mercy, lucharon por los títulos contra los Hardyz para derrotarlos y tener su tercer reinado.
El 23 de octubre en el programa Raw is War, Los Conquistadores tenían que defender sus títulos contra Edge y Christian. Christian nunca se apareció mientras Edge estaba preocupado. Los Conquistadores derrotaron a Edge y Christian por el WWF Tag Team Championship. Se quitaron las máscaras y se reveló que eran los Hardyz. Edge y Christian le entregaron los títulos a los trajes. Edge y Christian habían luchado con los trajes, y los fanes pensaron que las personas detrás de las máscaras eran Edge y Christian. Ellos les dijeron a los fanes que ellos no eran los Conquistadores. En backstage ellos felicitaron a Los Conquistadores, cuando Hardyz ganaron los títulos, sin embargo ellos dijeron que ellos tomaron los trajes de los contratados por Edge y Christian (Christopher Daniels y Aaron Aguilera eran los conquistadores en backstage) con lo que termina la historia de los Conquistadores.
Eventualmente hicieron un grupo con Kurt Angle, llamado "Team ECK", al grupo luego se les unió Rhyno cuando el venía de Extreme Championship Wrestling a principios de 2001 para hacer "Team RECK".
Edge y Christian ganaron su cuarto Campeonato en Parejas de la WWF en Armageddon en una pelea de cuatro equipos en los que estaban los campeones Right to Censor (Bull Buchanan y The Godfather), Dudley Boyz y el equipo improvisado de Road Dogg y K-Kwik. Edge y Christian ganaron. Una semana después perdieron los títulos contra The Undertaker y The Rock, pero los volvieron a ganar al siguiente día.
En el Royal Rumble perdieron los títulos contra los Dudleyz. Luego ayudaron a Los Hardyz a derrotar a los Dudleyz por los títulos el 5 de marzo de 2001 en el programa Raw is War, y dos semanas después derrotaron a los Hardyz para su sexto reinado como campeones, luego de reemplazar a los Dudleyz porque la oportunidad era para los Dudleyz. Luego esa noche perdieron los títulos contra los Dudleyz. En WrestleMania X-Seven derrotaron a The Dudleyz y The Hardyz en ladder match para su séptimo WWF Tag Team Championship, pero con la ayuda de su amigo Rhyno. El 19 de abril en el programa SmackDown! perdieron los títulos contra Brothers of Destruction (Undertaker y Kane).

#### World Wrestling Entertainment (2001-2011)
Surgió fricción en el equipo (RECK) en el King of the Ring cuando Edge ganó el torneo (los cuatro habían llegado a semifinales). Como resultado el 3 de septiembre en el programa Raw is War en su ciudad natal Toronto, Christian parecía estar celoso con su hermano e insistió llevar el trofeo de Edge al ring. Esa misma noche él atacó a Edge con un "one-man con-chair-to" y uniéndose a The Alliance. La expareja siguió un feudo por el Campeonato Intercontinental de la WWF por varios meses, causando su separación.

### Reuniones esporádicas (2002-2011, 2014-2021)
Edge y Christian tuvieron una noche de reunión en Smackdown el 13 de octubre de 2002, donde derrotaron a Los Guerreros (Eddie y Chavo). Se volvieron a reunir el 15 de noviembre de 2004 en la edición de Raw pero perdieron contra Chris Benoit y Shelton Benjamin.  Desde ahí, se convertiría en Christian luchando contra los rivales de Edge, dando lugra a tres luchas más en el 2005. El 17 de mayo de 2010, volvieron a luchar en contra en RAW con victoria para Edge. El 14 de diciembre presentaron juntos el premio al momento "Oh Snap" del año en los Slammy Award.
El 20 de febrero de 2011, volvieron a reunirse en Elimination Chamber, donde Edge fue salvado por Christian de un ataque de Alberto Del Rio. El 4 de marzo Christian volvió a salvar a Edge de Del Rio en la ceremonia de firma del contrato de su combate en WrestleMania XXVII. El 11 de marzo de 2011 se reunieron para luchar contra Del Rio & Brodus Clay, ganando Edge & Christian. El 28 de marzo volvieron a derrotar a Alberto Del Rio & Brodus Clay. En WrestleMania XXVII Edge retuvo el Campeonato Mundial Peso Pesado ante Del Rio y, tras el combate, él y Christian destrozaron el coche de Del Rio. Finalmente el 11 de abril Edge se retira y solo queda Christian en WWE.
En Extreme Rules 2011 Edge ayudó a Christian a ganar el Campeonato Mundial Peso Pesado distrayendo a Alberto Del Rio.
Volvieron a unirse en SummerSlam 2011, donde Edge debía estar en la esquina de Christian pero antes de empezar la lucha contra Randy Orton, Edge abandono a Christian, perdiendo Christian la lucha y el Campeonato Mundial Peso Pesado ante Randy Orton.
En 2012, Christian introdujo a Edge al Salón de la Fama de la WWE clase 2012
Edge y Christian invitados fueron los anfitriones del episodio del 29 de diciembre de 2014 de Raw . Durante el show, Christian fue atacado y forzado a salir del ring por Seth Rollins , Big Show y J & J Security. Edge fue sujetado a la colchoneta por Big Show, mientras que Rollins amenazó con romperse el cuello con Curb Stomp si John Cena no devolvía a The Authority . En última instancia, Cena se rendiría a las demandas de Rollins, salvando a Edge pero devolviendo a The Authority. Edge y Christian aparecieron en Stone Cold Podcast en WWE Network luego del episodio de Raw del 7 de septiembre de 2015 .
Fuera de WWE, los dos han aparecido juntos en la serie de televisión Syfy Haven , en la que Copeland tuvo un fuerte papel recurrente cuando Dwight Hendrickson y Reso aparecieron como invitados como McHugh, un amigo cercano y aliado de Dwight. También son ahora coanfitriones de The Edge y Christian Show That Totally Apeks of Awesomeness en la WWE Network. Su nuevo show debutó el 21 de febrero de 2016, inmediatamente después de Fastlane. Para promocionar el espectáculo, Edge y Christian organizaron The Cutting Edge Peep Show en Fastlane con The New Day como invitados, se anunció una segunda temporada del programa en abril de 2018. Además, comenzaron su propio podcast llamado Pod of Awesomeness de E&C en abril de 2017.
En 2018, Edge y Christian incorporaron a The Dudley Boyz (Bubba Ray Dudley y D-Von Dudley) al Salón de la Fama de la WWE.
En el Royal Rumble de 2021, Edge regresó de la lesión de tríceps desgarrada y entró al combate en el número uno. Christian luego ingresó al partido en el número 24 como un participante sorpresa, marcando su primer partido oficial desde 2014, y él y Edge se reunieron. Christian fue finalmente eliminado por Seth Rollins, pero Edge luego eliminó a Rollins, y luego a Orton, para ganar el Royal Rumble masculino de 2021.

## En lucha
- Movimientos finales
  - Con-chair-to

- Movimientos de firma
  - Combinación de sidewalk slam de Edge y falling inverted DDT de Christian
  - Double flapjack
  - Double missile dropkick
  - Double spear
  - Stack-superplex

- Managers
  - Gangrel
  - Kurt Angle
  - Terri Runnels

## Campeonatos y logros
- Insane Championship Wrestling
  - ICW Streetfight Tag Team Championship (2 veces)
- New Tokyo Pro Wrestling
  - NTPW Pro Tag Team Championship (1 vez)[41]

- Pro Wrestling Illustrated
  - Lucha del año (2000) vs. The Dudley Boyz vs. The Hardy Boyz (WrestleMania 2000, 2 de abril)
  - Lucha del año (2001)  vs. The Dudley Boyz vs. The Hardy Boyz (WrestleMania X-Seven, 1 de abril)

- Southern States Wrestling
  - SSW Tag Team Championship (1 vez)
- World Wrestling Federation/Entertainment 
  - WWE Championship (4 veces) – Edge
  - World Heavyweight Championship (9 veces) – Edge (7 veces), Christian (2 veces)
  - ECW Championship (2 veces) – Christian
  - WWF/E Intercontinental Championship (9 veces) – Edge (5 veces),[1][42][43][44] Christian (4 veces)
  - WCW United States Championship (1 vez) – Edge
  - WWF Light Heavyweight Championship (1 vez) – Christian[1][45][46]
  - WWF European Championship (1 vez) – Christian
  - WWF Hardcore Championship (1 vez) – Christian
  - WWF World Tag Team Championship (7 veces)[1][2][14][18][22][24][25][28][31]
  - King of the Ring (2001) – Edge[1]
  - Money in the Bank (2005) – Edge
  - Money in the Bank (2007) – Edge
  - Elimination Chamber (2009 y 2011) – Edge
  - Royal Rumble (2010) – Edge
  - Royal Rumble (2021) – Edge
  - WWE Hall of Fame (2012) – Edge
  - Triple Crown Championship – Egde (decimocuarto), Christian (vigesimotercero)
  - Grand Slam Championship – Edge (decimotercero), Christian (decimocuarto)

- Wrestling Observer Newsletter
  - Tag Team of the Year (2000)
  - Situado en el Nº12 del WON Mejor pareja de la década (2000–2009)[47]